# Consiglio legislativo dell'Australia Meridionale
Il Consiglio legislativo dell'Australia Meridionale è la camera alta del Parlamento dell'Australia Meridionale. Esso si riunisce, insieme alla Camera dell'Assemblea, nel Palazzo del Parlamento a Adelaide.
Essa è composta da 22 membri, eletti per un mandato di otto anni. Ogni quadriennio è rinnovata per metà.

## Storia
La storia dell’attuale Consiglio legislativo inizia nel 1842 quando, in sostituzione di una precedente commissione reale coloniale di gestione (formata nel 1836 ed impropriamente chiamata “Consiglio legislativo”), è stato creato un effettivo Consiglio legislativo composto da importanti personalità politiche ed istituzionali e con funzioni consultive.
In seguito, nel 1857, l’aggiunta della Camera dell'Assemblea con la ratifica della Costituzione dell'Australia Meridionale (attuata dopo il conferimento dell’auto-governo dall’Impero Britannico), ha istituito la legislatura nella sua forma moderna, trasformatasi successivamente in organo statale con l’avvento della Federazione nel 1901.

## Competenze
Il Consiglio, in quanto camera meno incisiva delle due secondo un’impostazione di camera alta ripresa dal Senato federale, è strutturato come una “camera di revisione”. Idealmente, partecipa in modo quasi paritario al processo legislativo e può imporsi contro un disegno di legge, proponendo emendamenti, ma non esprime la fiducia parlamentare verso il governo. Deriva il proprio potere legislativo su tutte le materie non attribuite alla Federazione, a differenza dei Territori, da un potere sovrano statale preesistente e riconosciuto dalla Costituzione nazionale, non delegato dal Governo federale.